# Styrbord
Styrbord er et nautisk udtryk, der betyder højre side af et skib (eller fly) i forhold til den normale sejlretning.
I forbindelse med sejlbåde betyder "styrbord halse" at vinden kommer ind fra højre. 
Styrbordside er markeret med grøn lanterneføring.
Ordet styrbord stammer fra norrønt. Vikingerne styrede [stýri] deres både med styreårer (ror), som altid var fæstnet på højre bord (borð). Rorsmanden, som holdt styreåren, stod i styrbord side.

## Asymmetriske hangarskibe
For at gøre plads til at fly kan lande, er hangarskibets bro (der hvor man styrer skibet), antenner, kontroltårn (der hvor man styrer flytrafikken) og eventuelle skorstene anbragt i en "ø" i styrbordside. 